# Snieżnoje (Czukocki Okręg Autonomiczny)
Snieżnoje (ros. Снежное) – wieś w Rosji, w Czukockim Okręgu Autonomicznym, w rejonie anadyrskim. W 2021 liczyła 229 mieszkańców.